# Angiografía coronaria

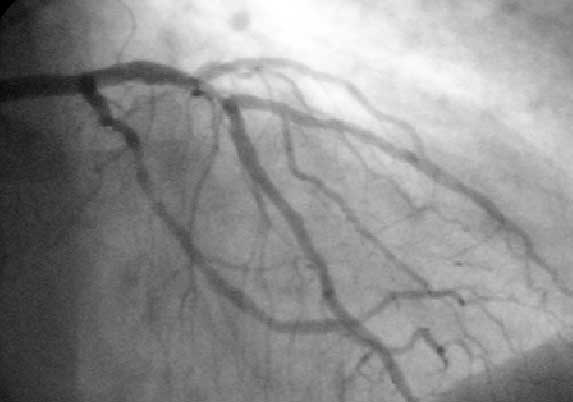
Una angiografía coronaria (una radiografía con radiocontraste en las arterias coronarias) que muestra la circulación coronaria. La arteria coronaria izquierda se encuentra en el cuadrante superior izquierdo de la imagen.

Un angiograma coronario es un procedimiento que usa imágenes de rayos X para ver los vasos sanguíneos del corazón del paciente. Los angiogramas coronarios son parte de un grupo general de procedimientos conocidos como cateterismo cardíaco.
Los procedimientos de cateterización cardíaca pueden tanto diagnosticar como tratar afecciones cardíacas y vasculares. Un angiograma coronario puede ayudar a diagnosticar afecciones cardíacas, el angiograma coronario es el procedimiento de cateterismo cardíaco más común.
Durante un angiograma coronario, se inyecta en los vasos sanguíneos del corazón del paciente un contraste radiológico que es visible mediante una máquina de rayos X. La máquina de rayos X toma rápidamente una serie de imágenes (angiogramas), que ofrecen una vista detallada del interior de los vasos sanguíneos. Si es necesario, el médico puede llevar a cabo otros procedimientos, como una angioplastia, durante el angiograma coronario.